# Clitoria amazonum
Clitoria amazonum är en ärtväxtart som beskrevs av George Bentham. Clitoria amazonum ingår i släktet Clitoria, och familjen ärtväxter. Inga underarter finns listade i Catalogue of Life.